# André Korff
André Korff (født 16. juni 1973 i Erfurt) er en tysk tidligere professionel landevejscykelrytter, som har cyklet for T-Mobile Team. I 2004 vandt han 5. etape af Internationale Rheinland – Pfalz Rundfahrt.
Han bor i Forchheim i Tyskland med sin kone og to børn.[kilde mangler]